# Alaksandr Hauruszka
Aliaksandr Hauruszka (biał. Аляксандр Гаўрушка, ros. Александр Гаврюшко; ur. 21 stycznia 1986 w Poczdamie) – białoruski piłkarz, grający na pozycji napastnika, reprezentant Białorusi U-21.